# Durham (condado de Strafford)
Durham es un lugar designado por el censo ubicado en el condado de Strafford en el estado estadounidense de Nuevo Hampshire. En el Censo de 2010 tenía una población de 10.345 habitantes y una densidad poblacional de 1.462,55 personas por km².

## Geografía
Durham se encuentra ubicado en las coordenadas 43°8′23″N 70°55′22″O / 43.13972, -70.92278. Según la Oficina del Censo de los Estados Unidos, Durham tiene una superficie total de 7.07 km², de la cual 6.97 km² corresponden a tierra firme y (1.5%) 0.11 km² es agua.

## Demografía
Según el censo de 2010, había 10.345 personas residiendo en Durham. La densidad de población era de 1.462,55 hab./km². De los 10.345 habitantes, Durham estaba compuesto por el 93.13% blancos, el 1.03% eran afroamericanos, el 0.08% eran amerindios, el 3.64% eran asiáticos, el 0.02% eran isleños del Pacífico, el 0.48% eran de otras razas y el 1.61% pertenecían a dos o más razas. Del total de la población el 2.27% eran hispanos o latinos de cualquier raza.